# Greg Fields
Greg "IdrA" Fields é um ex-jogador profissional de StarCraft II e Brood War dos Estados Unidos, que jogava predominantemente de Terran no Brood War, mas mudou para Zerg no StarCraft II.
IdrA ganhou considerável notoriedade por suas demonstrações de raiva e falta de controle. Seu hábito de vocalizar desbalanceamento entre as raças do jogo e "rage quitting" de partidas o tornaram um jogador controverso dentro do cenário de StarCraft.

## Biografia
Greg Fields é um ex-jogador profissional de jogos eletrônicos de New Jersey. Seu nick, IdrA, foi inspirado pela personagem da mitologia Hindu "Indrajit". Ele escolheu perseguir a carreira profissional no StarCraft ao invés de atender o Rensselaer Polytechnic Institute para estudar física teórica.
IdrA morou na Coreia do Sul por três anos e conseguiu alcançar um sucesso considerável no Brood War, vencendo diversos torneios internacionais, incluindo o notável eSTRO SuperStars de 2007, que abriu as portas para sua estadia na Coreia. Inicialmente, ele se mudou para o dormitório do time CJ Entus, e então foi morar com o comentarista Nick "Tasteless" Plott, e por fim, em seu próprio apartamento.
Quando o beta de StarCraft II foi lançado em Fevereiro de 2010, IdrA mudou oficialmente do Brood War e rapidamente se impôs como um dos jogadores mais fortes em vários torneios, incluindo o "King of the Beta" realizado por Day[9]. Durante o beta, IdrA consistentemente demonstrou seu estilo altamente baseado em macro, o mesmo estilo pelo qual era famoso no Brood War.[carece de fontes?]

### Início do StarCraft II, Coreia e Code S
Seguindo o sucesso do beta, IdrA esteve entre os dez convidados para a IEM Season V - Global Challenge Cologne, o primeiro grande evento ao vivo de StarCraft II na Europa. No torneio, Greg venceu todos os oponentes e avançou até as finais, onde perdeu para MorroW. IdrA sairia da Coreia para participar da MLG D.C. 2010, onde conseguiu o primeiro lugar, vencendo jogadores como SeleCT, KiWiKaKi e Chris "HuK" Loranger.[carece de fontes?]
Em Setembro de 2010, saindo do CJ Entus, IdrA entrou na organização americana Evil Geniuses (EG). Entretanto, ele ficou na Coreia e conseguiu se classificar para as primeiras três temporada da GOMTV Global StarCraft II League, avançando até o Round of 32, Round of 16 e Round of 32, respectivamente. Isso o permitiu assegurar uma vaga no Code S da primeira edição patrocinada do torneio, que ocorreu em Janeiro de 2011, na qual ele alcançou sua melhor performance; IdrA conseguiu alcançar as quartas de final. Nesse período, apesar do significante sucesso, IdrA considerou se aposentar, frustrado com o estado da raça Zerg no jogo. Subsequentemente, IdrA desistiu de sua vaga no Code S ao mesmo tempo em que Evil Geniuses anunciava, em 16 de fevereiro, seu retorno para os Estados Unidos em março, depois de jogar na Coreia por três anos. Em maio de 2013, foi removido da Evil Geniuses após insultos à comunidade de fãs.

### Realizações

#### 2010
| Data       | Evento        | Posição | Resultado         |
| ---------- | ------------- | ------- | ----------------- |
| 17/10/2010 | 2010 MLG D.C. | 1°      | IdrA 2 : 0 SeleCT |

#### 2011
| Data       | Evento                                      | Posição | Resultado           |
| ---------- | ------------------------------------------- | ------- | ------------------- |
| 27/10/2011 | 2011 MLG North American Invitational        | 1°      | IdrA 4 : 1 Sheth    |
| 16/10/2011 | 2011 MLG Orlando                            | 4°      | IdrA 1 : 2 MC       |
| 04/10/2011 | IEM Season VI - Global Challenge Guangzhou  | 1°      | IdrA 3 : 1 elfi     |
| 13/08/2011 | 2011 North American Battle.net Invitational | 4°      | IdrA 0 : 2 HuK      |
| 05/06/2011 | 2011 MLG Columbus                           | 4°      | IdrA 2 : 4 MC       |
| 01/05/2011 | IGN Pro League Season 1                     | 1°      | IdrA 3 : 2 KiWiKaKi |
| 25/04/2011 | WCG USA 2011 Qualifier #1                   | 1°      | IdrA 3 : 1 State    |